# Хой-Кая
Хой-Кая́ (крымскотат. Qoy Qaya, Къой Къая, c крымскотатарского qoy — «овца», qaya — «скала») — группа похожих на башни скал в Крыму, среди которых выделяется «голова Екатерины Второй» (другое название — «Голова воина»); на скале установлен репер.
Расположена на южной части Демерджи, в 1 км от нп Лучистое (Городской округ Алушта).
Живописная скала хорошо видна с трассы Симферополь — Ялта.
Скалы Хой-Кая составляют горные породы верхнеюрского периода (135—160 млн лет назад). Известняковые илы, галька, валуны, песок, глинистые частицы, снесенные с суши образовали известняки, конгломераты, песчаники, алевролиты . Конгломераты из гальки и песчаника, медленно разрушаясь, превратились в причудливые «скульптуры».